# Evan Williams (futbolista)
Evan Williams (Dumbarton, 15 de julio de 1943-20 de febrero de 2025) fue un jugador de fútbol británico, jugó para los equipos Third Lanark, Wolves, Aston Villa, Celtic, Clyde y el Stranraer. Williams también entrenó al Vale of Leven.